# Zwetan Sokolow
Zwetan Sokolow (bulgarisch Цветан Соколов, englische Transkription: Tsvetan Sokolov; * 31. Dezember 1989 in Dupniza, Bulgarien) ist ein bulgarischer Volleyballspieler.

## Karriere
Sokolow begann seine Karriere 2003 bei Marek Junion Iwkoni. 2008 wollte der italienische Erstligist Itas Diatec Trentino den Diagonalangreifer verpflichten. Doch es kam zu einer juristischen Auseinandersetzung wegen des jungen Alters des Spielers, so dass der Transfer erst ein Jahr später vollzogen werden konnte. In seiner ersten Saison bei Trentino gewann Sokolow 2010 den nationalen Pokal und die Champions League. 2011 wiederholte der Verein den Erfolg in der Champions League und wurde außerdem italienischer Meister. 2012 folgte der nächste Pokalsieg. Mit der bulgarischen Nationalmannschaft erreichte Sokolow bei den Olympischen Spielen in London den vierten Platz. Nach dem Turnier wechselte er innerhalb der italienischen Liga zu Bre Banca Lannutti Cuneo.